# غويدو فينسينزي
غويدو فينسينزي (بالإيطالية: Guido Vincenzi)‏ (مواليد 14 يوليو 1932) هو لاعب كرة قدم. يلعب مع منتخب إيطاليا لكرة القدم. سبق له أن لعب في كأس العالم لكرة القدم مع منتخب بلاده.

## مسيرته الكروية
لعب غويدو فينسينزي خلال مسيرته الاحترافية مع 3 أندية في تسعة عشر موسمًا وسجل خلالها 11 هدفًا ضمن 496 مباراة. ولم يفز بأي موسم بالكأس وفاز في موسم واحد بالدوري.
خاض غويدو فينسينزي مسيرته مع نادي ريجيانا 1919 في موسم 1950–51 واستمر معه طيلة ثلاثة مواسم، مشاركًا في 63 مباراة ولم يسجل أي هدف. ثم انتقل إلى نادي إنتر ميلان في موسم 1953–54 ليلعب معه خمسة مواسم، حيث شارك في 101 مباراة سجل خلالها 4 أهداف. لينتقل بعدها إلى نادي سامبدوريا في موسم 1958–59 ليلعب معه أحد عشر موسمًا، مشاركًا في 332 مباراة سجل خلالها 7 أهداف.

## روابط خارجية
- غويدو فينسينزي على موقع الاتحاد الدولي (مؤرشف)  (الإنجليزية)
- غويدو فينسينزي على موقع قاعدة بيانات كرة القدم.إي يو (الإنجليزية)
- غويدو فينسينزي على موقع ناشيونال فوتبول تيمز (الإنجليزية)